# Аллен, Роджер (дипломат)
Роджер Аллен (англ. Roger Allen; 1909—1972) — британский дипломат.
В 1957—1961 годах посол Великобритании в Греции.
В 1961—1965 годах посол Великобритании в Ираке.
В 1965—1967 годах заместитель замминистра иностранных дел Великобритании.
В 1967—1969 годах посол Великобритании в Турции.
Рыцарь-командор ордена Святого Михаила и Святого Георгия.